# Fiódor Lütke
El conde Fiódor Petróvich Lütke (del ruso: Граф Фёдор Петро́вич Ли́тке), nacido Friedrich Benjamin von Lütke (San Petersburgo, 28 de septiembre de 1797-San Petersburgo, 28 de agosto de 1882) fue un navegante, geógrafo y explorador del Ártico ruso. Se convirtió en conde en 1866 y en almirante en 1855. Fue miembro correspondiente (1829), miembro honorario (1855) y presidente (1864) de la Academia de Ciencias de Rusia de San Petersburgo. También fue miembro honorario de muchas otras instituciones y asociaciones científicas rusas y extranjeras y miembro correspondiente de la Academia de Ciencias de Francia de París.

## Biografía
El conde Friedrich (en ruso Fiódor o Fédor) P. Lütke provenía de una familia de alemanes rusificados. Su abuelo fue Johann F. Lütke, un predicador luterano alemán y escritor de ciencias físicas y teología. En 1745, Johann Lütke fue de Alemania a Moscú como pastor de una parroquia luterana con el fin de difundir el protestantismo a Rusia y Livonia. Siendo joven, Friedrich asistió a una escuela luterana alemana. Conservó la práctica luterana.
Lütke comenzó su carrera naval en la Armada Imperial Rusa alistándose como voluntario en 1813. Participó en el asedio de Danzing y fue distinguido por su valentía siendo nombrado guardiamarina. Tomó parte en la vuelta al mundo de Vasili Golovnín en el barco Kamchatka, en 1817-19. Luego, en 1821-24, Lütke dirigió una expedición para explorar la costa de Nueva Zembla, el mar Blanco y la parte oriental del mar de Barents. Ascendido a teniente en 1823, de 1826 a 1829, dirigió su propia expedición de circunnavegación al mundo en el barco Senyavin, navegando desde el puerto báltico de Kronstadt y doblando el cabo de Hornos. Estuvo acompañado por el capitán Staniukóvich  (de Copenhague), que estaba al mando de la balandra Möller. Durante ese viaje describió la costa occidental del mar de Bering, las islas Bonin de Japón y las islas Carolinas, descubriendo 14 nuevas islas (entre ellas, las islas Senyavin). (La descripción de los ricos resultados de esta expedición fue publicada en ruso en 1835 y también en francés con el título Voyage autour du monde, París 1835 y siguientes, con 4 volúmenes de dibujos de Postel y Kittlitz).
En 1829 fue nombrado capitán de primera clase y al año realizó un viaje de formación a Islandia al mando de dos fragatas y un bergantín. Después de regresar Lütke fue nombrado miembro correspondiente de la Academia de las Ciencias de Rusia de San Petersburgo.
En 1835, el zar Nicolás I de Rusia le nombró tutor de su segundo hijo, el gran duque Constantino Nikoláyevich Románov.
Lütke fue el primero en llegar a la idea de registrar las mareas con un mareómetro (1839). Se construyeron e instalaron a lo largo de las costas del océano Ártico y del océano Pacífico en 1841. Lütke fue uno de los organizadores de la Sociedad Geográfica Rusa y su presidente en dos periodos, 1845-50 y 1857-72. Fue nombrado presidente del Comité Científico Naval en 1846. Lütke fue comandante en jefe y gobernador militar de los puertos de Reval (actual Tallin) (1851-53) y más tarde de Kronstadt (hasta el 1857). En 1855, Lütke se convirtió en miembro del Consejo de Estado de Rusia (en ruso Государственный совет; una entidad legislativa junto con la Duma).
En 1873, la Sociedad Geográfica de Rusia presentó la «Medalla de Oro Lütke».

## Reconocimientos
En su reconocimiento se han nombrado varios accidentes geográficos en el Ártico:
- el estrecho de Lütke, en el mar de Bering, entre la península de Kamchatka y la isla Karáguinski;
- el abismo Litke, una fosa oceánica situada al noreste de Groenlandia, con el punto más profundo (5.450 m) en el océano Ártico;
- islas Lütke, un grupo de 10 islas localizado en el extremo norte del archipiélago Nordenskiöld, en el mar de Kara;
- una pequeña isla (14 km²) en la bahía de Bajdaratskaya, también en el mar de Kara;
- un grupo de islas de la Tierra de Francisco José;
- un cabo, una península, una montaña y una bahía en Nueva Zembla;

También llevan su nombre el cráter lunar Litke, el asteroide (5015) Litke y un rompehielos ruso, el rompehielos Fiódor Litke.

## La contribución de Lütke a la geografía de Alaska
Durante su viaje alrededor del mundo en la corbeta rusa Seniavin, Lütke llegó a Sitka en 1827. Desde allí navegó a la isla de Unalaska, examinando las islas Pribilof, la isla San Mateo y las islas del Comandante, antes de llegar a Petropávlovsk, un puerto que utilizó como base para los posteriores estudios a lo largo de la costa siberiana hasta llegar a la bahía San Lorenzo por el estrecho de Bering.
Después de regresar finalmente a Kronstadt, Lütke publicó un relato en ocho volúmenes de sus exploraciones con mapas en ruso y en francés. Muy pocos ejemplares fueron publicados y su parte náutica se volvió extremadamente rara de conseguir. El volumen náutico contiene detalles geográficos e hidrográficos en el entonces poco conocido mar de Bering y de Alaska, obtenidos no sólo del propio trabajo de Lütke, sino también de diversas fuentes rusas inéditas. A pesar de que hubo errores y retrasos en la publicación que no satisficieron al autor, el trabajo de Lütke es una valiosa fuente de información sobre la evolución de los conocimientos geográficos de Alaska y del mar de Bering. Cuando W. H. Dall publicó un índice para el libro en su edición del Inglés, el nombre de Lütke fue mal escrito como "Lütke", un error que se ha perpetuado en muchas obras de referencia estadounidenses.
Ciertos accidentes geográficos de la costa de Alaska, como la islas Walrus y Kritskoi, las islas Kudobin y muchos otros en las islas Aleutianas, fueron nombrados por el conde Fiódor Lütke en los mapas que se publicaron posteriormente. La lengua de tierra de Alaska llamada ahora llamada cabo Lütke, fue nombrada por el Servicio Hidrográfico de Rusia Imperial en 1847 en reconocimiento a este explorador ruso, pero la incorrecta ortografía perdura en Estados Unidos.

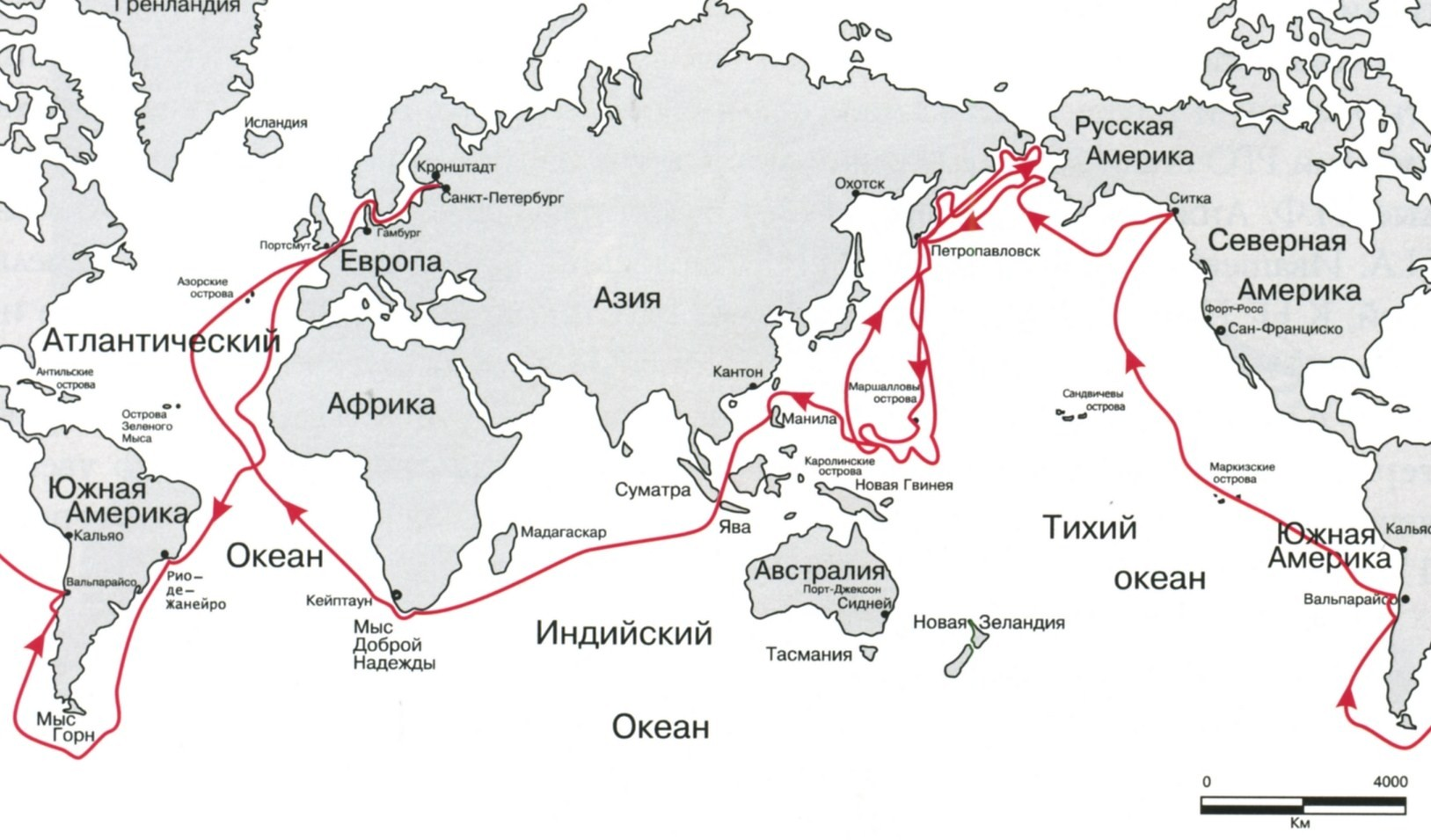
Mapa del viaje de Lütke de 1826-28

## Obras de Lütke
- «Четырёхкратное путешествие в Северный Ледовитый океан в 1821—1824 годах» [Cuádruple viaje en el océano Ártico en el año 1821-1824] (San Petersburgo, 1828).
- «Путешествие вокруг света на военном шлюпе „Сенявин“, в 1826—1829 годах» [Alrededor del mundo en la balandra de guerra Seniavin en el año 1826-1829] (con un atlas, San Petersburgo, 1835-36).
- «Опыты над постоянным мятником, произведённые в путешествии вокруг света на военном шлюпе „Сенявин“ в 1826—1829 годах» (San Petersburgo, 1833)
- «О приливах и отливах в Северном Арктическом океане» [Sobre las mareas en el norte del océano Ártico] (Notas de la Academia Imperial de Ciencias, 1843)
- «Доклад великому князю Константину Николаевичу об экспедиции в Азовское море» [Informe al Gran Duque Konstantín Nikoláyevich de una expedición en el Mar de Azov] ("Notas de la Sociedad Geográfica Imperial de Rusia", 1862, libro 3).

## Biografía
Hay una biografía acerca de Fiódor P. Lütke, Fiódor Petróvich Lütke , de A.I. Alekséyev (originalmente publicada en Moscú en 1970, en ruso, y después en inglés, en 1996, por la Universidad de Alaska, ISBN 0-912006-86-2, de 262 páginas. 